# Thierry Henry
Thierry Daniel Henry [tjeri ánri] (* 17. srpna 1977, Les Ulis, Francie) je bývalý francouzský profesionální fotbalista, který hrával na pozici útočníka. Během své kariéry působil v týmech AS Monaco, Juventusu, Arsenalu, Barcelony a New York Red Bulls. Na mezinárodní scéně reprezentoval francouzský národní tým, s nímž vyhrál mistrovství světa 1998 a mistrovství Evropy 2000. Reprezentační kariéru zakončil s 51 vstřelenými brankami, jako historicky nejlepší střelec národního mužstva Les Bleus. Po trenérském angažmá v kanadském týmu Montreal Impact hrajícím Major League Soccer se před Eurem 2021 vrátil k fotbalové reprezentaci Belgie jako asistent trenéra.
Henry pochází z města Les Ulis, nacházejícího se na předměstí Paříže v departementu Essonne. V mládí hrával za místní amatérská a poloprofesionální mužstva, v nichž si ho vyhlédli skauti z prvoligového AS Monaco. Henry si odbyl debut v seniorském týmu v roce 1994. Díky svým výkonům byl v roce 1997 poprvé povolán do reprezentačního týmu, s nímž se o rok později zúčastnil mistrovství světa. V roce 1999 přestoupil do italského Juventusu, kde strávil půl roku, po němž zamířil do londýnského Arsenalu.
V Arsenalu zůstal osm sezon, během nichž byl sedmkrát nejlepším klubovým střelcem a s celkovým počtem 228 nastřílených branek se stal historicky nejlepším klubovým zakončovatelem. S týmem pod vedením manažera Arsène Wengera vyhrál dvakrát Premier League a třikrát Anglický pohár. V letech 2003 a 2004 skončil na druhém místě v anketě Fotbalista roku podle organizace FIFA. V posledních dvou sezonách zastával roli kapitána mužstva.
V roce 2007 přestoupil do Barcelony, kde strávil tři roky. S katalánským klubem vyhrál dvakrát La Ligu a dále s ním triumfoval v Lize mistrů, Španělském poháru, evropském Superpoháru a na klubovém mistrovství světa. V roce 2010 se připojil k americkému celku New York Red Bulls, s nímž téhož roku vyhrál Východní konferenci a v roce 2013 MLS Supporters' Shield. Na začátku roku 2012 se vrátil v rámci jednoměsíčního hostování do Arsenalu. V roce 2014 ukončil svou aktivní fotbalovou kariéru a začal pracovat jako fotbalový expert pro televizní stanici Sky Sports.

## Mládí
Thierry Henry se narodil a vyrůstal na předměstí Paříže v městě Les Ulis, jehož obyvatelstvo je tvořeno velkým počtem imigrantů. Henry rovněž pochází z přistěhovalecké rodiny, která se rok před jeho narozením přistěhovala do Francie z Francouzských Antil. Jeho otec Antoine pochází z Guadeloupu a matka Maryse z Martiniku. Právě jeho otec byl tím, kdo Henryho vedl k atletice a především k fotbalu. Pravidelně ho brával na fotbalová soustředění a místní zápasy. Brzy se ukázalo, že Henry svým fotbalovým umem převyšuje své vrstevníky. V šesti letech zaujal Claude Chezella, který mu nabídl možnost hrávat za místní celek CO Les Ulis. Své první utkání v dresu Les Ulis odehrál až o pět let později v roce 1988. Přestože nehrával zápasy, jeho otec pečlivě dohlížel na jeho tréninky a rozvoj talentu.
Když bylo Henrymu jedenáct let, přestěhoval se do sousedního města Orsay, kde žila po rozpadu manželství jeho matka. Zde začal navštěvovat místní školu Alexander Fleming College a strávil v ní dva roky. V roce 1989 se připojil k týmu US Palaiseau, v němž působil jeden rok. Během tohoto období si Henryho všiml Thierry Pret, skaut poloprofesionálního týmu ES Viry-Châtillon. Poté, co se Henryho otec nepohodl s vedením US Palaiseau, zamířil jeho syn právě do ES Viry-Châtillon, který měl pověst nejlepšího pařížského klubu pro rozvoj mladých hráčů. Třináctiletý Henry začal hrávat ve věkové kategorii do patnácti let. Během 26 utkání dokázal soupeřům nastřílet 77 branek. Svým fotbalovým umem zaujal trenéry z AS Monaca, kteří na utkání ES Viry-Châtillon vyslali svého skauta Arnolda Catalana. ES Viry-Châtillon vyhrál v onom utkání 6-0 a Henry vstřelil všech šest branek. Henry Catalana zaujal natolik, že namísto obvyklé zkoušky mu rovnou nabídl přestup do AS Monaca. Avšak předtím, než se připojil k monackému mládežnickému týmu, absolvoval stáž v elitní fotbalové akademii Clairefontaine, do níž byl na Catalanovu žádost poslán. Na akademii, na kterou ho původně kvůli školním výsledkům nechtěli přijmout, byl spolužákem pozdějších francouzských reprezentantů Williama Gallase, Louise Sahy a Nicolase Anelky. Po skončení studií na Clairefontaine se v roce 1992 připojil k mládežnickému týmu AS Monaca.

## Klubová kariéra

### AS Monaco
Thierry Henry si odbyl svůj debut mezi profesionály 31. srpna 1994, kdy coby sedmnáctiletý mladík zasáhl do utkání s Nice, které AS Monaco pod vedením manažera Arsène Wengera prohrálo 0-2. Přestože během své kariéry hrával většinou na pozici hrotového útočníka, tak na jejím počátku byl stavěn na post levého křídla, kde podle mínění trenéra Wengera mohl lépe uplatnit své technické dovednosti a rychlost. Střelecky se poprvé prosadil 29. dubna 1995 v utkání proti RC Lens, kdy dvěma góly dopomohl k vysokému vítězství 6-0. Ve své první sezoně v dresu AS Monaca odehrál osm utkání a vstřelil tři branky.
Prvních klubových úspěchů dosáhl ve své třetí sezoně 1996/97, kdy již byl pevnou součástí prvního týmu. Odehrál 36 ligových utkání, v nichž dal devět branek, a dopomohl Monacu k prvnímu ligovému titulu od roku 1988. Za své výkony byl v roce 1996 oceněn cenou pro nejlepšího francouzského mladého fotbalistu roku. V následující ligové sezoně se mu již tolik střelecky nedařilo, avšak v Lize mistrů dovedl AS Monaco až do semifinále a se sedmi vstřelenými brankami vytvořil francouzský rekord této soutěže. O Henryho začaly projevovat zájem evropské kluby v čele s Barcelonou, Realem Madrid, Manchesterem United a Arsenalem. Henry v AS Monacu setrval ještě polovinu následující sezony a 18. ledna 1999 zamířil do italského Juventusu. Během svého působení v AS Monacu odehrál celkem 105 ligových utkání a vstřelil 20 branek.

### Juventus
Manažer Juventusu Marcello Lippi přivedl Thierry Henryho za zhruba 10,5 milionu liber. Angažmá v italském celku mu však příliš nevyšlo, neboť se nedokázal prosadit proti dobře organizovaným obranným řadám italských týmů. Henrymu rovněž neprospívala hra na křídle a změna manažera, který nahradil Lippiho pouhý měsíc po Henryho příchodu. Svůj první gól v dresu Juventusu vstřelil až 17. dubna 1999 v utkání na půdě Lazia a dvěma brankami dopomohl k vítězství 3-1. Během jarní části Serie A odehrál šestnáct utkání, v nichž vstřelil pouhé tři branky.

### Arsenal

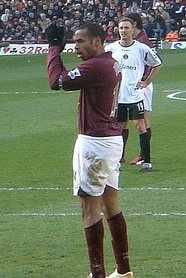
Henry v utkání proti Charltonu

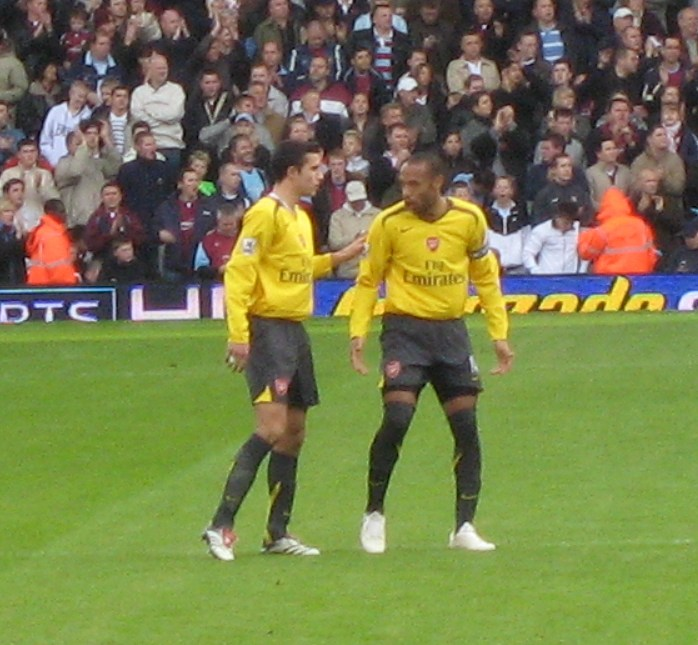
Henry (vpravo) a jeho spoluhráč Robin van Persie

V létě roku 1999 znovu projevil o Henryho služby zájem anglický Arsenal, který sháněl náhradu za odchozího Nicolase Anelku. Henry využil této možnosti změnit prostředí a připojit se k týmu, který byl veden Arsènem Wengerem, pod kterým začínal svoji fotbalovou kariéru v AS Monacu. Přestup se uskutečnil 3. srpna 1999 za částku 10,5 milionu liber, čímž se stal historicky nejdražší posilou Arsenalu. Přestup francouzského útočníka vyvolal mezi fanoušky řadu diskuzí, zdali se vyplatí zaplatit tak vysokou částku za hráče, který se v předchozím angažmá vůbec neprosadil. Wenger však byl přesvědčen o opaku. Nicméně se na počátku jeho kariéry v Arsenalu zdálo, že kritici tohoto přestupu budou mít pravdu. Henry debutoval v dresu Arsenalu 7. srpna v prvním kole Premier League, kdy nastoupil coby střídající hráč do druhého poločasu utkání proti Leicesteru City. V základní sestavě se poprvé objevil o tři dny později v duelu s Derby County a rovněž hrál i v následujících pěti utkáních, avšak ani v jednom z nich skórovat nedokázal. Wenger mu však i nadále věřil a rozhodl se, že je již připraven na to, aby začal nastupovat na pozici hrotového útočníka. Debutový gól vstřelil v osmém kole anglické Premier League, kdy jako náhradník nastoupil v 71. minutě do zápasu se Southamptonem a o osm minut později vstřelil jediný gól utkání.
Přestože si zvykal na svoji novou roli a většinou byl v zápasech střídán či začínal utkání na lavičce náhradníků, dokázal do konce kalendářního roku vstřelit osm branek. V druhé polovině sezony byl již nepostradatelným členem londýnského mužstva. Ve své první sezoně nastoupil ve všech soutěžích ke 47 utkáním, v nichž dal 26 branek. Rovněž se mu podařilo vyrovnat střelecký rekord Alana Shearera z Newcastlu United, když skóroval v sedmi po sobě jdoucích utkáních Premier League. S Arsenalem skončil v lize na druhém místě za Manchesterem United a v Poháru UEFA prohráli ve finále s Galatasarayem.
V následující sezoně 2000/01 vstřelil opět sedmnáct ligových branek, avšak v celkovém souhrnu za sezónu nastřílených gólů ve všech soutěžích, v nichž nastoupil, jich bylo o čtyři méně, než v jeho premiérovém roce na britských ostrovech. Navzdory velkým ambicím zůstal Arsenal i v tomto ročníku bez získané trofeje. V Premier League obsadil londýnský celek opět druhé místo s desetibodovou ztrátou na první Manchester United. Ve čtvrtfinále Ligy mistrů byli po remíze 2-2 vyřazeni Valencií a finále Anglického poháru prohráli 1-2 s Liverpoolem.
Prvních úspěchů se Henry dočkal až ve své třetí sezoně. Ligový ročník zakončil Arsenal na prvním místě se sedmi bodovým náskokem před Liverpoolem. Arsenal v třiceti osmi utkáních prohrál pouze třikrát, přičemž ani jedna z těchto proher nepřišla na hřišti soupeřů. Vítězstvím 2-0 nad Chelsea ve finále Anglického poháru zkompletoval Henry se svým týmem ceněný double. Henry se s 32 vstřelenými brankami opět stal nejlepším klubovým střelcem, přičemž jeho 24 ligových branek mu vyneslo titul nejlepšího střelce anglické Premier League. Pro Henryho to byla první sezona z celkových pěti po sobě jdoucích, ve kterých se mu podařilo nastřílet více než třicet gólů.
V sezoně 2002/03 vstřelil Henry stejný počet branek jako v ročníku předcházejícím. Arsenal skončil v lize na druhé příčce za Manchesterem United a Thierry Henry o jediný gól prohrál s jejich útočníkem Ruudem van Nistelrooyem souboj o trofej pro nejlepšího střelce Premier League. Henry nejen góly dával, ale i je pro své spoluhráče připravoval. Ke svým třiceti dvěma gólům přidal i dvacet tři asistencí, což je na hráče hrajícího na pozici útočníka neobvykle vysoké číslo. Arsenal zakončil sezonu obhajobou Anglického poháru, když ve finále na Millennium Stadium v Cardiffu porazil 1-0 Southampton. Henry za svůj výkon ve finálovém utkání obdržel ocenění pro nejlepšího hráče zápasu. Rovněž byl vyhlášen hráčem roku anglické Premier League, a to jak podle hráčské asociace, tak i novinářské asociace. V anketě Fotbalista roku podle organizace FIFA skončil na druhém místě za Zinédine Zidanem z Realu Madrid.
V ročníku 2003/04 se Arsenal po jednoleté odmlce stal opět mistrem Premier League. Thierry Henry společně se svými spoluhráči dokráčel k zisku ligového primátu bez jediné prohry, čímž se stali prvním týmem po více než sto letech, který tohoto úspěchu dosáhl. Do té doby se to povedlo pouze Prestonu North End, který tímto způsobem získal titul v sezoně 1888/89. V lednu roku 2003 vstřelil Henry svůj stý gól v dresu Arsenalu, přičemž na dosažení tohoto milníku mu stačilo odehrát pouhých sto osmdesát utkání. Střelecky to byla pro Henryho nejúspěšnější sezona v jeho kariéře. V lize nastřílel třicet branek a celkem jich dal třicet devět. Ke klubovým úspěchům přidal i ocenění individuální. V rámci anglické Premier League obhájil trofej pro Hráče roku podle obou asociací a v anketě Fotbalista roku organizace FIFA opět obsadil druhou příčku, tentokrát za Brazilcem Ronaldinhem z Barcelony. Poprvé ve své kariéře získal Zlatou kopačku pro nejlepšího ligového střelce Evropy.
Arsenal na svoje obdivuhodné ligové výkony z předešlé sezony nenavázal. Ročník 2004/05 zakončil na druhém místě s pěti prohrami a dvanáctibodovou ztrátou na první Chelsea. Kromě Community Shield dokázal Arsenal zvítězit pouze v Anglickém poháru, když ve finálovém utkání porazil v penaltovém rozstřelu Manchetster United. Henry si však z důvodu zranění ve finále nezahrál. I přes zranění achillovy šlachy z počátku sezony a změnu rozestavení, v němž Arsenal do zápasů nastupoval, kdy se Henry stal osamoceným hrotovým útočníkem, dokázal nastřílet ve všech soutěžích třicet branek. Jeho dvacet pět ligových mu vyneslo obhajobu Zlaté kopačky, když se společně s Diego Forlánem z Villarrealu stal nejlepším ligovým střelcem Evropy. Henry se tak stal teprve druhým hráčem v historii, který dokázal tuto trofej získat ve dvou po sobě jdoucích ročnících. Prvním obhájcem této trofeje byl Skot Ally McCoist v letech 1992 a 1993.
V létě roku 2005 převzal Thierry Henry po odcházejícím kapitánovi Arsenalu Patricku Vieirovi kapitánskou pásku. Dne 17. září téhož roku se Henry stal nejlepším střelcem v klubové historii, když dvěma góly v utkání Ligy mistrů rozhodl o vítězství 2-0 nad Spartou Praha, a překonal tak střelecký rekord Iana Wrighta, který činil 185 vstřelených branek. Další střelecký rekord překonal 1. února 2006, kdy v domácím utkání proti West Hamu United vstřelil svůj 151. ligový gól v dresu Arsenalu, čímž překonal Cliffa Bastina, historicky třetího nejlepšího střelce Arsenalu, který v severolondýnském celku hrával v letech 1929 až 1947. V posledním ligovém kole hraném 7. května na Highbury proti Wiganu vstřelil hattrick, a dopomohl tak k vítězství 4-2. Tyto tři branky byly posledními vstřelenými góly na tomto stadionu, neboť se Arsenal po skončení této sezony přestěhoval na nově vybudovaný Emirates Stadium. Arsenal zakončil sezonu na čtvrté příčce ligové tabulky, což bylo jeho nejhorší umístění během Henryho působení v klubu. Henry se přesto stal nejlepším ligovým střelcem a prvním hráčem historie, který vstřelil přes dvacet branek v pěti po sobě jdoucích sezonách. Po třetí v kariéře se stal Hráčem roku podle novinářské asociace a byl vybrán do světové jedenáctky podle organizace FIFA.

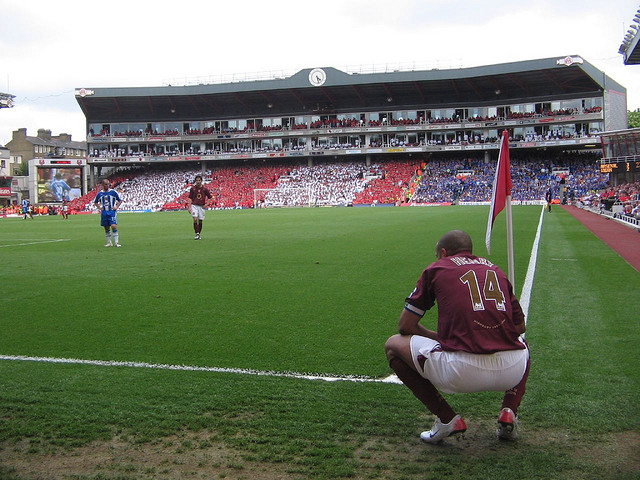
Henry během posledního zápasu na stadionu Highbury

Vrcholem sezony 2005/06, v níž Arsenal poprvé po čtyřech úspěšných letech nezískal žádnou trofej, mělo být finále Ligy mistrů hrané na národním stadionu Stade de France v Paříži. Arsenal však v utkání s Barcelonou neuspěl a kvůli dvěma obdrženým gólům v závěru utkání prohrál 1-2. Po dvou sezonách bez zisku ligového titulu a hlavně po prohře ve finále Ligy mistrů se v médiích vynořily spekulace o Henryho odchodu. Ten nakonec zareagoval prodloužením smlouvy se stávajícím klubem, jemuž se upsal na další čtyři roky. Po podpisu nového kontraktu však přiznal, že o přestupu skutečně uvažoval, a že nakonec rozhodla jeho náklonnost ke klubu. Viceprezident Arsenalu David Dein později prozradil, že před Henryho podpisem nové smlouvy odmítl dvě nabídky od španělských klubů ve výši 50 milionů liber. Pokud by se transfer uskutečnil, stal by se Thierry Henry nejdražším fotbalistou historie a překonal tak rekordní částku 47 milionů liber, za kterou přestoupil v roce 2001 Zinédine Zidane do Realu Madrid.
V ročníku 2006/07 se Henry poprvé ve své kariéře potýkal s vleklými a opakujícími se zraněními. Kvůli zdravotním problémům s podkolenní šlachou, nohou a zády odehrál pouhých sedmnáct ligových utkání, ve kterých nastřílel deset branek. Poslední zápas sezony odehrál 8. března v osmifinále Ligy mistrů proti PSV Eindhovenu. Jelikož se Henry zotavil ze svého posledního zranění pár dní před utkáním, začínal zápas na lavičce náhradníků. Na hřiště se dostal až ve druhém poločase, avšak krátce poté začal kulhat. Během lékařského vyšetření bylo odhaleno poranění třísel a břišních svalů, což pro něj znamenalo konec sezony.
Na konci sezony 2006/07 přestoupil za 16,1 milionu liber do Barcelony, kde 25. června 2007 absolvoval vstupní lékařskou prohlídku. Henry s katalánským klubem podepsal čtyřletou smlouvu s ročním platem 4,6 milionu liber. Jako důvod svého přestupu označil odchod viceprezidenta Davida Deina a nejistou budoucnost trenéra Arsène Wengera. Rovněž prohlásil, že vždy říkal, že pokud jednoho dne opustí Arsenal, tak zamíří právě do Barcelony.
Henry opustil Arsenal coby historicky nejlepší klubový střelec s 226 brankami na svém kontě. Z celkových osmi sezon, které strávil v londýnském klubu, se sedmkrát stal nejlepším klubovým střelcem. Pouze v posledním ročníku, kdy vynechal z důvodu zranění velkou část sezony, ho o jeden gól předběhl jeho spoluhráč Robin van Persie. V roce 2008 byl fanoušky Arsenalu zvolen nejlepším hráčem historie.

### Barcelona

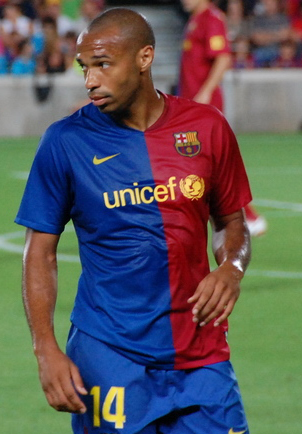
Henry v dresu Barcelony

První gól v dresu Barcelony vstřelil Henry 19. září 2007 v utkání Ligy mistrů proti Olympique Lyon a o deset dní později zaznamenal svůj první hatrick v novém působišti, když v rámci šestého kola La Ligy dopomohl k vítězství 4-1 na půdě Levanty. Henry v Barceloně hrával na pozici křídla, což mu neumožnilo navázat na střeleckou formu z Arsenalu. Již v prvním roce ve Španělsku vyjádřil svoji nespokojenost s přesunem do Barcelony, což vedlo ke spekulacím o jeho návratu do Premier League. V rozhovoru s anglickým komentátorem Garathem Crooksem prohlásil, že mu chybí život v Anglii a dokonce i anglická média. Henry zakončil svoji první sezonu jako nejlepší střelec Barcelony s 19 góly v 47 utkáních. Barcelona však v lize skončila třetí a ani v jiných soutěžích nezískala žádnou trofej.

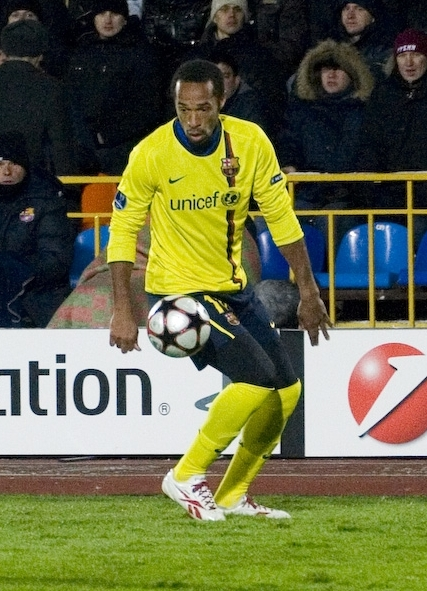
Henry v utkání proti Rubinu Kazaň

Druhý ročník strávený na Pyrenejském poloostrově byl pro Henryho mnohem úspěšnější. První trofej v dresu Barcelony získal 13. května 2009, kdy katalánský klub ve finále Copa del Rey porazil 4-1 Athletic Bilbao. Sezonu 2008/09 zakončil vítězstvím v La Lize a Lize mistrů, čímž se svými spoluhráči zkompletoval ceněný treble. Henrymu se dařilo i střelecky a společně se svými kolegy z útoku Lionelem Messim a Samuelem Eto'oem nastřílel celkem sto branek. Tato trojice se zároveň stala střelecky nejplodnějším triem v historii španělské ligy, když vstřelila 72 ligových branek, čímž překonala rekord 66 gólů z ročníku 1960/61, který vytvořili útočníci Realu Madrid Ferenc Puskás, Alfredo Di Stéfano a Luis del Sol. Barcelonský rekord vydržel však pouhé tři sezony, než jej Cristiano Ronaldo, Karim Benzema a Gonzalo Higuaín z Realu Madrid vylepšili na hodnotu 89 branek.
V sezoně 2009/10 přidal do své sbírky další čtyři trofeje. Barcelona obhájila ligový titul a uspěla i ve španělském Superpoháru, Superpoháru UEFA a na klubovém mistrovství světa. Herně se však Henrymu nedařilo. Manažer Barcelony Josep Guardiola začal dávat přednost klubovému odchovanci Pedrovi Rodríguezovi, což mělo pro Henryho za následek pouhých jednadvacet ligových startů, v nichž vsítil jen čtyři branky. Ještě před koncem ligového ročníku prohlásil prezident klubu Joan Laporta, že Henry, který měl v Barceloně smlouvu do léta roku 2011, může v letním přestupním termínu odejít. Po Henryho návratu z mistrovství světa 2010 Barcelona oznámila, že souhlasila s Henryho přestupem do nejmenovaného klubu. Thierry Henry odehrál během tří sezon v barcelonském dresu 121 utkání a vstřelil 49 branek.

### New York Red Bulls

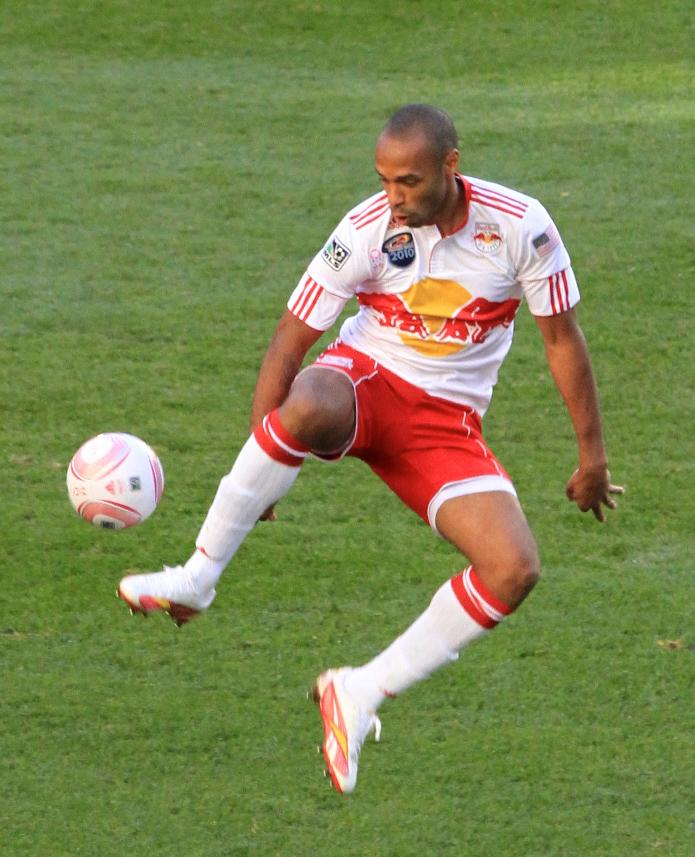
Henry v utkání proti Realu Salt Lake

Thierry Henry podepsal 13. července 2010 víceletý kontrakt s týmem New York Red Bulls, hrajícím v americké Major League Soccer (MLS). Debut v novém působišti si odbyl 31. července 2010 v ligovém utkání proti Houstonu Dynamo, ve kterém New York remizoval 2-2, přičemž Henry přihrával na oba góly svého spoluhráče Juana Pabla Ángela. Svůj první gól vstřelil 28. srpna 2010 při vítězství 2-0 nad San Jose Earthquakes. New York zakončil základní část ligové sezony na prvním místě Východní konference. V následující vyřazovací části byl New York vyřazen hned v semifinálovém dvojzápase, když v souhrnu 2-3 podlehl San Jose. Henry po svém příchodu v polovině sezony odehrál dvanáct utkání a vstřelil dvě branky. První kompletní sezonu v americké MLS odehrál Henry v roce 2011, kdy se New York Red Bulls umístil na celkové desáté příčce tabulky a do playoff postoupil díky divoké kartě. V kvalifikačním utkání o playoff porazil New York FC Dallas 2-0 a Henry se na vítězství podílel jednou vstřelenou brankou. Avšak stejně jako v předchozím ročníku se nedokázali probojovat přes úvodní konferenční semifinále, ve kterém tentokrát prohráli 1-3 s Los Angeles Galaxy. Henryho střelecká bilance v roce 2011 činila 15 branek ve 29 utkáních.

### Hostování v Arsenalu
Po skončení sezony v USA se Henry připojil k týmu Arsenalu, se kterým měl během přestávky trénovat. Avšak z důvodu odchodu Gervinha a Marvána Šamacha na Africký pohár národů se Henry dohodl na dvouměsíčním hostování, které stvrdil svým podpisem 6. ledna 2012. Svůj první zápas odehrál 9. ledna v rámci 3. kola FA Cupu proti Leedsu United, kdy coby střídající hráč rozhodl jediným gólem utkání o vítězství Arsenalu. Další branku vstřelil při svém posledním zápasu v dresu Arsenalu, když v nastaveném čase ligového utkání proti Sunderlandu rozhodl o vítězství 2-1. Během svého hostování odehrál sedm utkání a vstřelil dvě branky. Do New Yorku se Henry vrátil již 17. února, aby stihl se svým domovským klubem předsezónní přípravu.

### Návrat do New Yorku

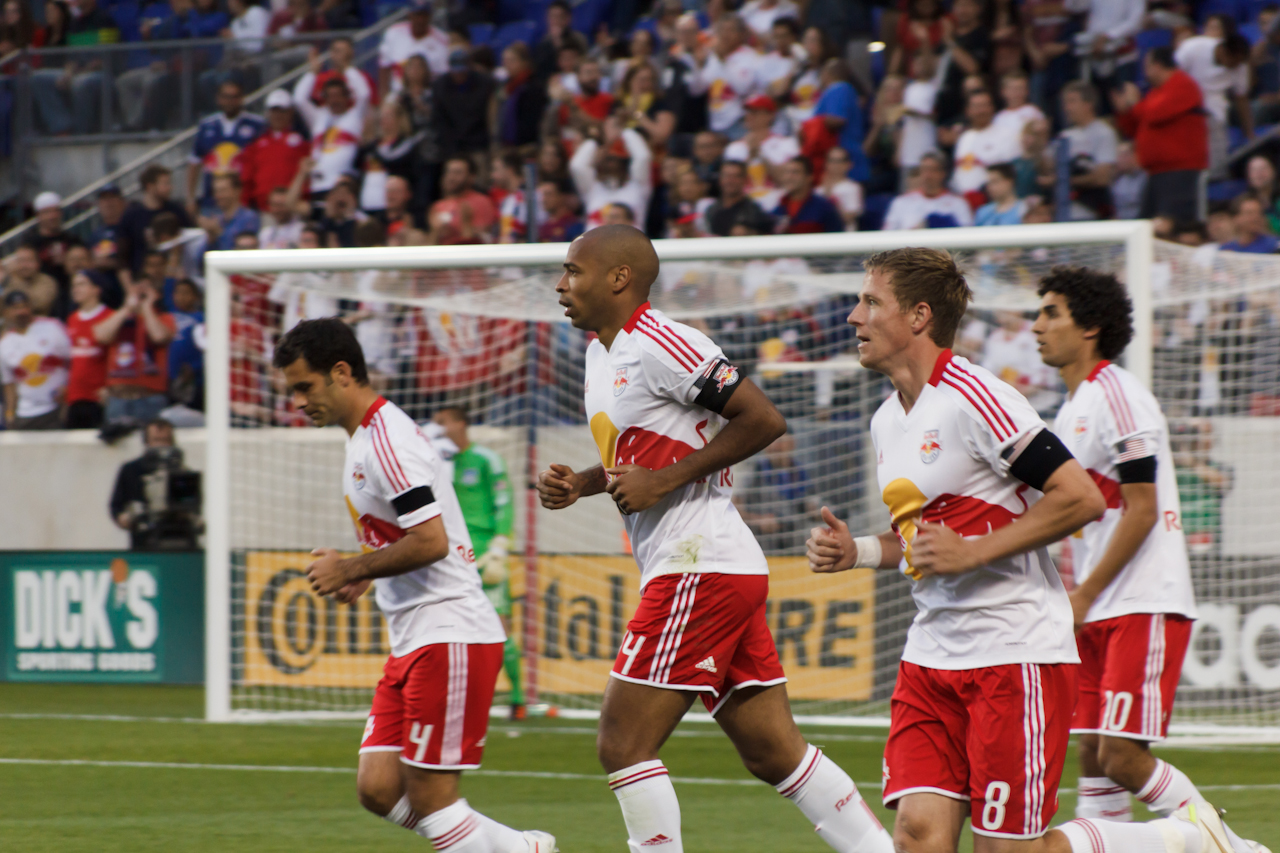
Henry po vstřelení branky v utkání proti San Jose

Henry se v roce 2012 stal nejlépe placeným hráčem americké MLS, když se svým základním ročním platem ve výši 5 milionů dolarů přeskočil Davida Beckhama z LA Galaxy. O rok později mu základní plat klesl na 3,75 milionu dolarů, avšak díky bonusům, které činily 600 tisíc dolarů, se udržel na pozici nejlépe placeného fotbalisty ligy. Herně se New Yorku v ročníku 2012 dařilo a zajistil si v lize čtvrté místo. Henry stejně jako v předchozí sezoně vstřelil patnáct branek v sedmadvaceti utkáních. Na své konto si rovněž připsal první hattrick v MLS, když 31. března 2012 dopomohl k vítězství 5-2 nad Montrealem Impact. V roce 2013 se New York Red Bulls stal poprvé ve své sedmnáctileté historii vítězem základní části MLS. Thierry Henry k zisku titulu přispěl deseti ligovými góly, přičemž se trefil i v posledním rozhodujícím zápase sezony proti Chicagu Fire, kdy se na vítězství 5-2 podílel jednou brankou a dvěma asistencemi. V ročníku 2014 se New York Red Bulls umístil na osmé příčce celkové tabulky a Henry vstřelil deset branek. V utkání proti Columbusu Crew, hraném 12. července 2014, vstřelil jeden gól a přidal tři asistence, čímž se stal historicky nejlepším klubovým nahrávačem s celkovým počtem 37 asistencí, a překonal tak dosavadní držitele rekordu Amada Guevaru a Taba Ramose. Henry 1. prosince 2014 oznámil, že po čtyřech a půl letech strávených v týmu New Yorku Red Bulls odchází. O dva týdny později, 16. prosince 2014, ohlásil ukončení své hráčské kariéry. Od roku 2015 začal pracovat jako fotbalový expert na televizní stanici Sky Sports.

## Reprezentační kariéra

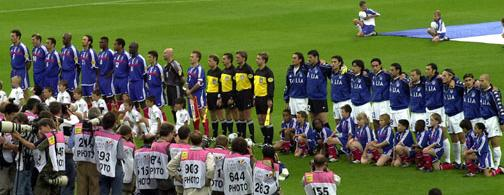
Henry před finálovým zápasem na mistrovství Evropy 2000

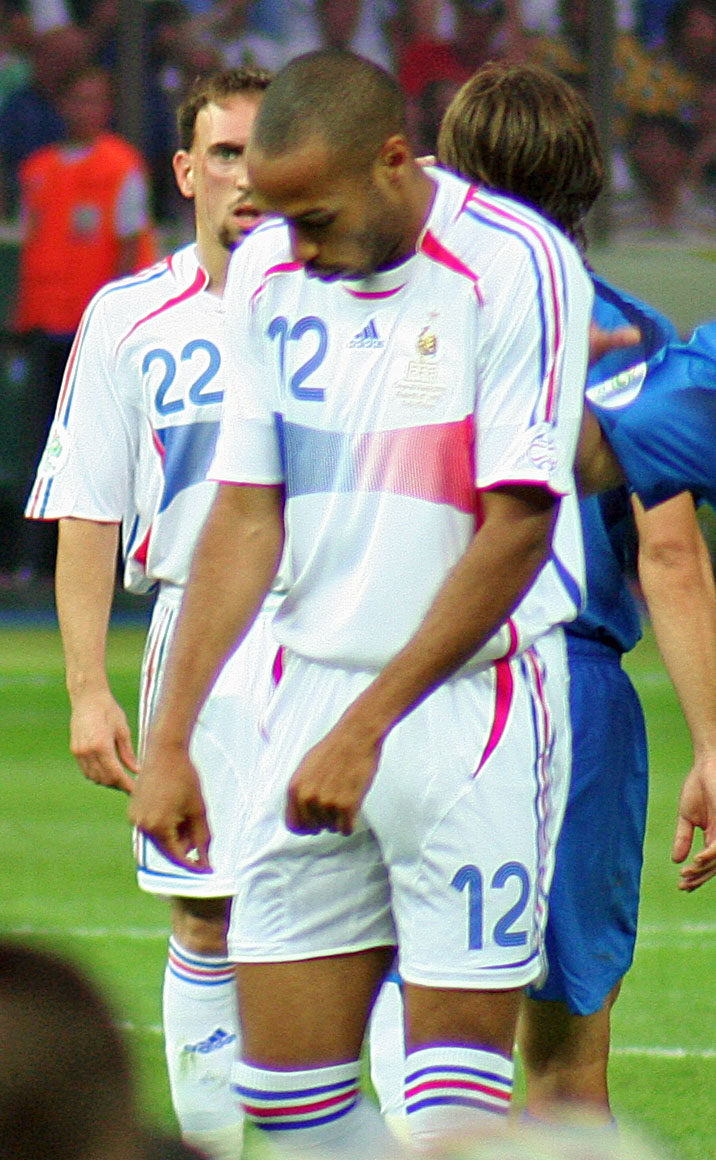
Henry ve finále mistrovství světa 2006

Thierry Henry prožil úspěšnou kariéru i v dresu reprezentačního výběru Francie, za který odehrál v letech 1997 až 2010 celkem 123 utkání. Poprvé byl do reprezentace povolán v červnu 1997, kdy se coby hráč AS Monaca zúčastnil mistrovství světa hráčů do 20 let. V říjnu téhož roku byl trenérem Aimé Jacquetem povolán do seniorského týmu. Svůj debut si dvacetiletý Henry odbyl 11. října v utkání proti Jihoafrické republice, které Francie vyhrála 2-1. Jeho výkon zaujal reprezentačního trenéra natolik, že se rozhodl Henryho zařadit do výběru pro mistrovství světa, které se konalo následující rok ve Francii. Na mezinárodní scéně nepříliš známý mladík se stal nejlepším střelcem francouzského výběru a svými třemi góly v šesti utkáních dopomohl Francii k vítězství na šampionátu. Následně se svými spoluhráči obdržel státní vyznamenání v podobě Řádu čestné legie s hodností rytíře.
O dva roky později se zúčastnil mistrovství Evropy, kde se opět se třemi góly stal nejlepším střelcem svého týmu. Jedním z nich byl vyrovnávací gól v semifinálovém duelu s Portugalskem, které Francie vyhrála 2-1 v prodloužení. V následném finále Francie přehrála Itálii shodným výsledkem a Henry získal svoji druhou trofej v reprezentační kariéře. Na následujícím mistrovství světa hraném v roce 2002 v Japonsku a Jižní Koreji byli obhájci titulu vyřazeni již v základní skupině, přičemž ve třech utkáních nedokázali vstřelit jedinou branku. Henry byl navíc v druhém utkání proti Uruguayi vyloučen a do posledního utkání, které Francie prohrála 0-2 s Dánskem, nezasáhl.
V následujícím roce se Francii podařilo zvítězit v Konfederačním poháru, který se konal na jejich domácí půdě. Henry byl hlavním strůjcem tohoto úspěchu, když se stal nejlepším střelcem turnaje a zároveň byl ve třech utkáních z pěti zvolen hráčem utkání. Jednou ze čtyř vstřelených branek byla i vítězná trefa v prodloužení finálového utkání proti Kamerunu, které Francie vyhrála 1-0. V roce 2004 odehrál na mistrovství Evropy všechna čtyři utkání, v nichž dal dvě branky. Francie však byla vyřazena ve čtvrtfinále pozdějším vítězem celého turnaje, Řeckem. Na světovém šampionátu v roce 2006, které se uskutečnilo v Německu, se Francie probojovala až do finále, kde v penaltovém rozstřelu podlehla Itálii. Henry vstřelil na turnaji tři branky, včetně vítězné ve čtvrtfinálovém duelu s obhájcem trofeje Brazílií.
V utkání proti Faerským ostrovům hraném 13. října 2007 vstřelil Henry svůj jednačtyřicátý gól, čímž vyrovnal dosavadní střelecký rekord Michela Platiniho. O čtyři dny později rozhodl svými dvěma góly o vítězství 2-0 nad Litvou, a stal se tak historicky nejlepším střelcem francouzského národního týmu. Dne 3. června 2008 v přátelském utkání proti Kolumbii odehrál Henry svůj stý zápas v reprezentačním dresu, čímž se stal historicky šestým francouzským hráčem, který tohoto milníku dosáhl.
Na mistrovství Evropy v roce 2008 byla Francie vyřazena již v základní skupině, aniž by dokázala vyhrát jediné utkání. Jedinou branku francouzského reprezentačního výběru vstřelil Thierry Henry v utkání s Nizozemskem, které skončilo výsledkem 1-4. Francii se výsledkově nedařilo ani v následující kvalifikaci na mistrovství světa 2010, když v kvalifikační skupině skončila na druhém místě za Srbskem a musela bojovat o postup v barážovém utkání s Irskem. První zápas hraný v Dublinu vyhrála Francie 1-0, avšak odveta, konající se na Stade de France v Paříži, skončila po uplynutí základní hrací doby stejným výsledkem ve prospěch Irska. O postupu na závěrečný šampionát se rozhodlo až v prodloužení, kdy Francie vstřelila kontroverzní gól, když si Thierry Henry před centrem na skórujícího Williama Gallase pomohl ke zpracování míče rukou. Tento incident spustil vlnu kritiky a irský fotbalový svaz podal formální stížnost a žádal opakování utkání, což FIFA zamítla. Samotný Henry po utkání odmítl tvrzení, že podváděl, avšak poté, co padlo rozhodnutí, že se zápas opakovat nebude, prohlásil, že nejspravedlivějším řešením by bylo utkání odehrát znovu. Henry se rovněž nechal slyšet, že po tomto incidentu uvažoval o ukončení své reprezentační kariéry.
Na samotném světovém šampionátu hraném v roce 2010 v Jihoafrické republice byla Francie vyřazena již ve skupině, když získala jediný bod za bezbrankovou remízu s Uruguayí. Henry zasáhl v roli střídajícího hráče pouze do dvou utkání, včetně posledního zápasu skupiny, kdy Francie podlehla domácí Jihoafrické republice 1-2. Po vyřazení francouzské reprezentace Henry oznámil ukončení své reprezentační kariéry. Celkem odehrál 123 utkání, v nichž vstřelil 51 branek, čímž se stal historicky nejlepším střelcem a druhým v počtu odehraných zápasů za Lilianem Thuramem.

## Trenérská kariéra
Thierry Henry poprvé usedl na lavičku v pozici hlavního kouče v klubu AS Monaco. Smlouvu podepsal 13. října 2018. Ve francouzském klubu ovšem vydržel pouze 20 zápasů, z nichž se radoval z vítězství pouze 5x. Po konci v Monaku převzal 14. listopadu tým Montrealu. Ani tam ovšem neslavil úspěch a po 29 odkoučovaných zápasech skončil. Následně se opět vrátil k Robertu Martínezovi do národního týmu Belgie, kde navázal na svou předchozí roli asistenta.

## Herní styl
Přestože Henry v dětství hrával na pozici útočníka, tak během svého angažmá v AS Monacu a v Juventusu byl stavěn na křídlo. Do role útočníka se opět vrátil až po svém přestupu do Arsenalu v roce 1999, kde často tvořil útočnou dvojici s Nizozemcem Dennisem Bergkampem. V sezoně 2004/05 změnil trenér Arsenalu Wenger rozestavení na 4–5–1, což pro Henryho znamenalo adaptovat se na novou roli osamoceného hrotového útočníka. I přes tuto změnu dokázal i nadále střílet mnoho branek. Arsène Wenger o jeho střeleckých schopnostech prohlásil: „Thierry Henry mohl převzít balon uprostřed hřiště a vstřelit takový gól, jako nikdo jiný na světě.“

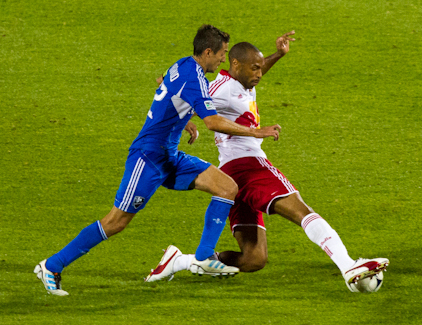
Henry v souboji s Davy Arnaudem z Montrealu

Henryho hra se vyznačovala především precizním zakončením, které si podle slov svého otce zdokonalil při sledování svého idolu Marco van Bastena. Jeho styl byl rovněž ovlivněn Romáriem, Ronaldem a George Weahem, kteří se vyznačovali tím, že operovali mimo pokutové území, a po získání míče se přímočaře vydávali vstříc soupeřově brance. Když byl Henry na vrcholu svých sil, byl schopen překonat několik bránících protihráčů s výjimečnou rychlostí, technikou a klidem, což znamenalo, že si dokázal v utkáních vypracovat velké množství střeleckých příležitostí. V roce 2004 se o Henryho hře vyjádřil bývalý útočník Arsenalu Alan Smith následovně: „Musím se přiznat, že jsem nikdy neviděl hráče, jako je on. Je atletem s vynikajícími technickými schopnostmi a obrovskou touhou být nejlepší.“
Henry však nebyl jen střelcem. Častokrát se stahoval do křídelních pozic, odkud mohl připravovat góly pro své spoluhráče. Mezi roky 2002 až 2005 si na své konto připsal skoro padesát asistencí, což ho pasovalo do role nesobeckého, kreativního hráče. Mezi jeho další charakteristické herní prvky patřilo překonání ofsajdové linie, kdy se vyskytoval v ofsajdové pozici, avšak těsně před přihrávkou se vrátil před obránce, aby jim následně díky své rychlosti unikl. V Arsenalu byl první volbou na post exekutora standardních situací – pokutových a přímých kopů.

## Trofeje a ocenění

### Klub
AS Monaco
- Ligue 1: 1996/97
- Trophée des champions: 1997

Arsenal 
- Premier League: 2001/02, 2003/04
- FA Cup: 2001/02, 2002/03, 2004/05
- FA Community Shield: 2002, 2004

Barcelona
- La Liga: 2008/09, 2009/10
- Copa del Rey: 2008/09
- Supercopa de España: 2009
- Liga mistrů: 2008/09
- Superpohár UEFA: 2009

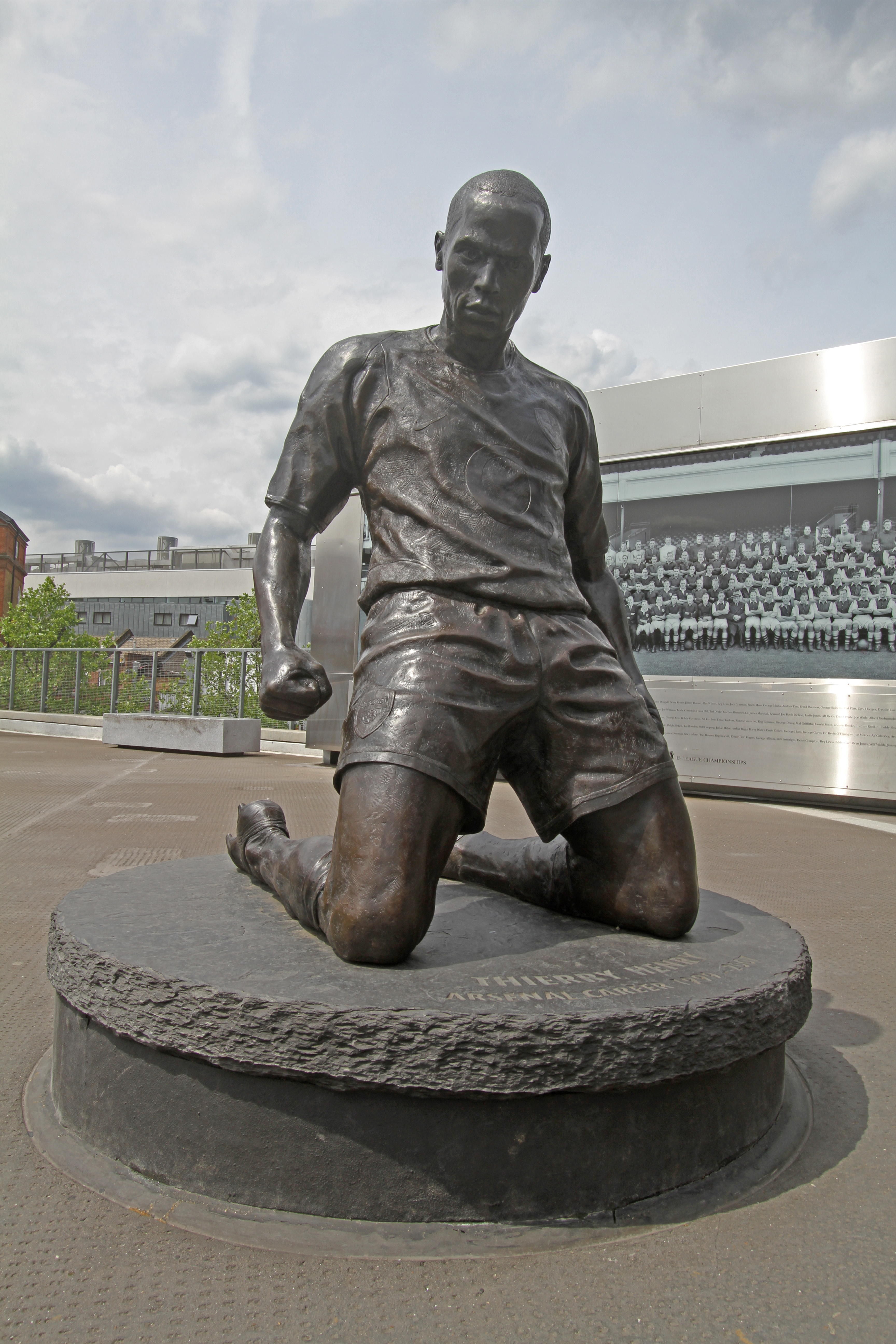
Socha Thierry Henryho před stadionem Arsenalu

- Mistrovství světa ve fotbale klubů: 2009

New York Red Bulls
- MLS Supporters' Shield: 2013
- MLS Východní konference: 2010, 2013

### Národní tým
- Mistrovství světa: 1998
- Mistrovství Evropy: 2000
- Konfederační pohár FIFA: 2003
- Pohár Hasana II.: 2000

### Individuální ocenění
- Zlatý míč:
  - Druhé místo: 2003
  - Třetí místo: 2006
- Fotbalista roku (FIFA):
  - Druhé místo: 2003, 2004
- Ligue 1 Mladý hráč roku: 1996/97
- Premier League – hráč roku (PFA): 2002/03, 2003/04
- Premier League – tým roku (PFA): 2000/01, 2001/02, 2002/03, 2003/04, 2004/05, 2005/06
- Premier League – hráč roku (FWA): 2002/03, 2003/04, 2005/06
- Premier League – zlatá kopačka: 2001/02, 2003/04, 2004/05, 2005/06
- Premier League – gól sezony: 2002/03
- UEFA tým roku: 2001, 2002, 2003, 2004, 2006
- MLS tým roku: 2011, 2012, 2014
- MLS hráč roku: 2013
- MLS All-Star: 2011, 2012, 2013, 2014
- Onze d'Or: 2003, 2006
- Zlatá kopačka (Evropa): 2003/04, 2004/05
- Francouzský fotbalista roku: 2000, 2003, 2004, 2005, 2006
- Nejlepší střelec světa (IFFHS): 2003
- Světový tým roku (FIFPro): 2006
- Mistrovství světa Tým turnaje: 2006
- Konfederační pohár FIFA – zlatý míč: 2003
- Konfederační pohár FIFA – zlatá kopačka: 2003
- Mistrovství Evropy – tým turnaje: 2000
- FIFA 100: 2004
- Anglická fotbalová síň slávy: 2008
- Řád čestné legie: 1998

## Statistiky

### Klub
K 10. listopadu 2014
| Klub                | Liga             | Sezona           | Liga   | Liga | Pohár  | Pohár | Kontinent | Kontinent | Celkem | Celkem |
| Klub                | Liga             | Sezona           | Starty | Góly | Starty | Góly  | Starty    | Góly      | Starty | Góly   |
| ------------------- | ---------------- | ---------------- | ------ | ---- | ------ | ----- | --------- | --------- | ------ | ------ |
| AS Monaco           | Ligue 1          | 1994/95          | 8      | 3    | 0      | 0     | 0         | 0         | 8      | 3      |
| AS Monaco           | Ligue 1          | 1995/96          | 18     | 3    | 3      | 0     | 1         | 0         | 22     | 3      |
| AS Monaco           | Ligue 1          | 1996/97          | 36     | 9    | 3      | 0     | 9         | 1         | 48     | 10     |
| AS Monaco           | Ligue 1          | 1997/98          | 30     | 4    | 5      | 0     | 9         | 7         | 44     | 11     |
| AS Monaco           | Ligue 1          | 1998/99          | 13     | 1    | 1      | 0     | 5         | 0         | 19     | 1      |
| AS Monaco           | Celkem           | Celkem           | 105    | 20   | 12     | 0     | 24        | 8         | 141    | 28     |
| Juventus            | Serie A          | 1998/99          | 16     | 3    | 3      | 0     | 0         | 0         | 19     | 3      |
| Juventus            | Celkem           | Celkem           | 16     | 3    | 3      | 0     | 0         | 0         | 19     | 3      |
| Arsenal             | Premier League   | 1999/00          | 31     | 17   | 5      | 1     | 11        | 8         | 47     | 26     |
| Arsenal             | Premier League   | 2000/01          | 35     | 17   | 4      | 1     | 14        | 4         | 53     | 22     |
| Arsenal             | Premier League   | 2001/02          | 33     | 24   | 5      | 1     | 11        | 7         | 49     | 32     |
| Arsenal             | Premier League   | 2002/03          | 37     | 24   | 6      | 1     | 12        | 7         | 55     | 32     |
| Arsenal             | Premier League   | 2003/04          | 37     | 30   | 4      | 4     | 10        | 5         | 51     | 39     |
| Arsenal             | Premier League   | 2004/05          | 32     | 25   | 2      | 0     | 8         | 5         | 42     | 30     |
| Arsenal             | Premier League   | 2005/06          | 32     | 27   | 2      | 1     | 11        | 5         | 45     | 33     |
| Arsenal             | Premier League   | 2006/07          | 17     | 10   | 3      | 1     | 7         | 1         | 27     | 12     |
| Arsenal             | Celkem           | Celkem           | 254    | 174  | 31     | 10    | 84        | 42        | 369    | 226    |
| Barcelona           | La Liga          | 2007/08          | 30     | 12   | 7      | 4     | 10        | 3         | 47     | 19     |
| Barcelona           | La Liga          | 2008/09          | 29     | 19   | 1      | 1     | 12        | 6         | 42     | 26     |
| Barcelona           | La Liga          | 2009/10          | 21     | 4    | 3      | 0     | 8         | 0         | 32     | 4      |
| Barcelona           | Celkem           | Celkem           | 80     | 35   | 11     | 5     | 30        | 9         | 121    | 49     |
| New York Red Bulls  | MLS              | 2010             | 11     | 2    | 1      | 0     | 0         | 0         | 12     | 2      |
| New York Red Bulls  | MLS              | 2011             | 26     | 14   | 3      | 1     | 0         | 0         | 29     | 15     |
| New York Red Bulls  | MLS              | 2012             | 25     | 15   | 2      | 0     | 0         | 0         | 27     | 15     |
| New York Red Bulls  | MLS              | 2013             | 30     | 10   | 2      | 0     | 0         | 0         | 32     | 10     |
| New York Red Bulls  | MLS              | 2014             | 30     | 10   | 5      | 0     | 0         | 0         | 35     | 10     |
| New York Red Bulls  | Celkem           | Celkem           | 122    | 51   | 13     | 1     | 0         | 0         | 135    | 52     |
| Arsenal (hostování) | Premier League   | 2011/12          | 4      | 1    | 2      | 1     | 1         | 0         | 7      | 2      |
| Arsenal (hostování) | Celkem           | Celkem           | 258    | 175  | 33     | 11    | 85        | 42        | 376    | 228    |
| Celkem (kariéra)    | Celkem (kariéra) | Celkem (kariéra) | 581    | 284  | 72     | 17    | 139       | 59        | 792    | 360    |

### Reprezentace
K 22. červnu 2010
| Národní tým | Sezona | Starty | Góly |
| ----------- | ------ | ------ | ---- |
| Francie     | 1997   | 1      | 0    |
| Francie     | 1998   | 10     | 3    |
| Francie     | 1999   | 0      | 0    |
| Francie     | 2000   | 14     | 5    |
| Francie     | 2001   | 7      | 3    |
| Francie     | 2002   | 10     | 3    |
| Francie     | 2003   | 14     | 11   |
| Francie     | 2004   | 13     | 3    |
| Francie     | 2005   | 6      | 3    |
| Francie     | 2006   | 16     | 8    |
| Francie     | 2007   | 6      | 5    |
| Francie     | 2008   | 11     | 4    |
| Francie     | 2009   | 9      | 3    |
| Francie     | 2010   | 6      | 0    |
| Celkem      | Celkem | 123    | 51   |

## Mimofotbalové aktivity

### Osobní život
Thierry Henry se 5. července 2003 oženil s anglickou modelkou Claire, známou pod uměleckým pseudonymem Nicole Merry. Obřad se konal na jihoanglickém hradě Highclere. V květnu 2005 se jim narodila dcera Téa. O dva roky později, v červnu 2007, Henry oznámil rozpad jejich manželství a v září téhož roku se uskutečnilo rozvodové řízení. Rozvod byl uzavřen v prosinci 2008 a Henry musel své bývalé manželce vyplatit částku blížící se deseti milionům liber. Od roku 2008 žije s bosenskou modelkou Andreou Rajačić, se kterou má syna Tristana (nar. 2012) a dceru (nar. 2015).

### Reklamní kampaně

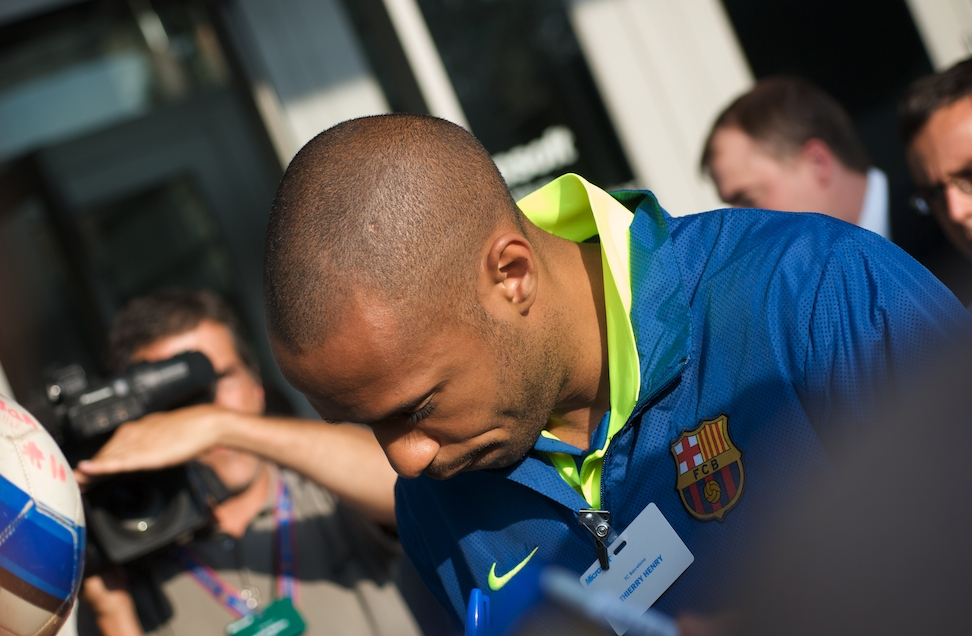
Henry rozdává autogramy

Henry se během své kariéry aktivně zapojoval do charitativních kampaní. Byl součástí UNICEF FIFA týmu, kde působili i další profesionální fotbalisté, se kterým natočil řadu televizních spotů zaměřujících se na podporu dětí. Během svého působení v týmu New York Red Bulls oznámil, že za každý vstřelený gól daruje charitě Grassroot Soccer, která se zaměřuje na boj proti šíření viru HIV, částku v hodnotě pěti tisíc euro. Dále podporuje nadaci bývalého kanadského basketbalisty Steva Nashe, která se stará o zdraví a vzdělanost opuštěných dětí, a nadaci na léčbu cystické fibrózy.
Jelikož se během své kariéry stal terčem rasistických útoků, tak se aktivně zapojil i do boje proti rasismu. Nejvýznamnější incident směřující na jeho osobu se odehrál v roce 2004 při tréninku španělské fotbalové reprezentace, kdy španělská televize zachytila trenéra Luise Aragonése, jak Henryho označil za „černé hovno“. Henry se následně stal tváří kampaně společnosti Nike „Stand Up Speak Up“, zaměřené na vymýcení rasismu z fotbalového světa.
V roce 2006 byl Henry ohodnocen jako devátý komerčně nejcennější fotbalista světa. Během své kariéry se stal tváří mnoha značek. Objevil se například v reklamě automobilového výrobce Renault, kde propagoval jejich vůz Clio. Během natáčení se poznal se svojí budoucí manželkou Claire, která v reklamním klipu též vystupovala. V roce 2005 se stal společně s tenistou Rogerem Federerem a golfistou Tigerem Woodsem tváří společnosti Gillette. Z důvodu menší popularity fotbalu v Severní Americe byl Henry v tamních reklamách této společnosti nahrazen baseballistou Derekem Jeterem. V reakci na Henryho kontroverzní utkání v baráži o postup na mistrovství světa v roce 2010, kdy v zápase proti Irsku zahrál před vstřelenou brankou rukou, byly v Irsku výrobky značky Gillette bojkotovány. Společně s dalšími fotbalisty účinkoval v reklamní kampani společnosti Pepsi či Beats, která se zabývá výrobou sluchátek a reproduktorů. Co se týče smluv s výrobci sportovního oblečení, tak Henry na začátku své kariéry podepsal kontrakt s americkou firmou Nike. Tato spolupráce byla ukončena po mistrovství světa v roce 2006, kdy se dohodl na podmínkách s anglickou společností Reebok. V roce 2011 podepsal smlouvu s německou Pumou.